# リン・シャン
リン・シャン（林襄、Lin Xiang、1997年9月5日 - ）は、台湾の女性モデル兼タレント。

## 経歴
1997年9月5日、中華民国台北市に生まれる。小学校6年生の時に好きだった男の子が野球をやっており、その時にチアガールの存在を知る。「いつか自分もなりたい」という夢は後に実現する（後述）。台北市士林区の中高一貫校・台北市私立泰北高級中学広告設計科卒業。華夏科技大学創意設計学院（先端デザイン学部）化粧品応用学系（コスメ工学科）卒業。
チアリーダーになる以前は「瑞希」名義でゲーム実況を行う。16歳で芸能活動開始も、内気でうまく話せなかったため、火鍋屋でウエイトレスのバイトをこなし徐々にコミュニケーション能力を上げていった。
2021年2月、中華職業棒球大聯盟・楽天モンキーズのチアリーダー「樂天女孩(Rakuten Girls)」メンバーに採用される。約200人が参加したオーディションを勝ち抜いた7人のうちの一人。「ダンスは得意ではないので、オーディションは今までで最大の挑戦でした。今は、毎日ダンスの猛練習をしています」「ファンの方には、私の最も美しい一面を見てほしいと思っています」とコメント。その後、「かわいすぎる台湾チアリーダー」としてSNSでバズり、インスタグラムのフォロワー（リン・シャン本人により「襄民」と呼ばれる）は2023年時点で160万人を突破。
2022年5月の報道で「引き締まった小顔にぱっちりとした瞳と透明感溢れる白肌」「可愛さと美しさが共存し、いま多くの女性のなりたい顔とも言われる“バンビ顔”」「すらりと伸びる美しい脚や引き締まったウエストが思わず目を引く、抜群のスタイル」などと評された。同年7月6日、台湾のSNS「TVBS新聞網」は、台湾チアリーダーの人気投票結果を発表。Passion Sistersの峮峮（48%）、楽天モンキーズのYuri（33％）に次いで14%の票を集め3位を獲得。
2023年3月14日、台湾のファッションブランドSeivsonのモデルとして楽天ファッションウイークのランウェイを歩く。
2023年5月24日（現地時間）、アナハイムで「台湾デー」が開催され、楽天ガールズがロサンゼルス・エンゼルス対ボストン・レッドソックスの試合前のパフォーマンスを披露した。大谷翔平のファンであるというリン・シャンは大谷について「とても大きかった。私たち一人ひとりと握手をしてくれて、とても優しかった」とコメント。
2023年、台湾で日本のいちごをPRするため「ミスいちご台湾」にならないかとオファーを受けるが、スケジュールの都合でリン・シャンは就任しなかった。なお、Kimiとリンリンが台湾人として初めてミスいちごに就任している。
2024年2月15日、楽天ガールズから退団することが楽天モンキーズから発表された。その後、同月26日に味全ドラゴンズのチアリーダー「ドラゴンビューティーズ」に加入することが自身のInstagramにて発表された。

## 人物
中学生の頃より見ていたPopteenモデル・西川瑞希を通して日本の芸能界にあこがれを持っていた。ゲーム実況時代の名義、およびそれを由来とするニックネーム「Mizuki」は西川に由来する。片言ながら日本語も話せる。好きな日本語は「オナカスイタ」「カワイイ」。

## 出演作品

### 映画
- 2023年 惡女

### バラエティ番組
- 2022年7月24日 - 2023年1月8日 全明星運動會
- 2022年9月 - 2023年5月 小明星大跟班
- 2022年10月25日 - 2023年1月17日 請問 今晩住誰家
- 2023年1月16日 - 1月20日 自然系女子旅行
- 2023年8月7日 - 8月25日 自然系女子日本旅行
- 2024年3月4日 - 3月6日 女神同行

### ゲーム
- 人中之龍8（邦題:龍が如く8）- ミニゲームに林襄役で登場

### CM/イメージキャラクター
- 2023年 德國BENVOL マイナスイオンドライヤー[12]

## 出版
- 2020瑞希首次大尺桌曆 - 「瑞希」名義での最初のカレンダー
- 林襄Mizuki - 2021年カレンダー
- 與你襄遇 數位版 - 2021年, 個人デジタル写真集
- 人間襄氣 - 2022年, 樂天女孩フォトカレンダー
- 林襄好襄 - 2022年, 個人フォトカレンダー[13]
- 與你襄遇 實體版 - 2022年, 個人写真集
- 與你襄愛 - 2022年, 個人写真集
- 日本版写真集「薫－Kaoru－」（2024年、講談社）[14]